# Stalo

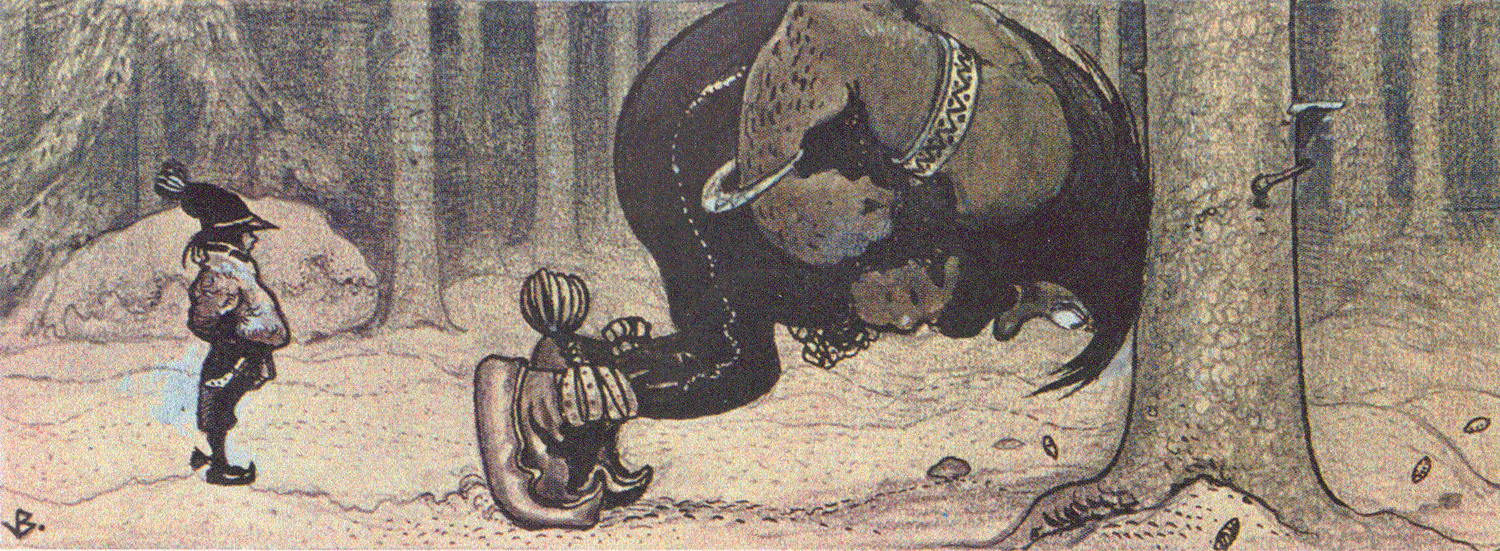
Illustration från Stalo och Kauras, en ursprungligen samisk berättelse som återberättades av P. A. Lindholm i början av 1900-talet och illustrerades av John Bauer.

Stalo (Sydsamiska), Stallo, Stállu (Nordsamiska) eller Stállo (Lulesamiska), är en gestalt i samisk mytologi. Stalo förekommer i flera olika skepnader och framställs i samiska berättelser och sagor som en jätte, ett troll eller en demon/djävul.

## Definition
Den första gången Stalo förekommer i skriven form är i Lexicon Lapponicum (1768/1780), även om begreppet funnits tidigare i samisk sagotradition, troligen i flera hundra år. I Lexicon Lapponicum beskrivs Stalo som en enögd och grym jätte bärande svarta järnkläder.
I senare beskrivningar har Stalo porträtterats som bland annat storväxt, rik, ondskefull, människoätande och även som djävulens tjänare. Stalo är dock ointelligent och lättlurad, varvid han luras av sluga samer, ofta av de barn som han ämnade att äta. Barnen överlistar Stalo genom att till exempel hälla smält bly i hans ansikte eller krossa hans händer med stora stenblock, varvid de undkommer.

## Teorier
Framställningen av Stalo har skiftat över tid och det råden ingen helt samstämmig bild över vad en Stalo är.
På 1830-talet spekulerade bröderna Lars Levi och Petrus Læstadius om huruvida Stalo verkligen bara var en mytologisk gestalt, eller om Stalo faktiskt hade en historisk verklighetsförankring. Bröderna tog del av flera olika sägner om Stalo och kom fram till att det sannolikt rörde sig om vikingar och rövare som drog runt i fjällvärden och livnärde sig på att stjäla renar. Samtidigt menade man att människoätandet enbart var ett sätt att höja mytbilden, för att till exempel skrämma barnen till lydnad. 
På 1870-talet kom teorin om Stalo som "stålmannen", där stalo ansågs vara det samiska ordet för "stål" och där de svarta järnkläderna faktiskt var ringbrynjor. 
Under 1900-talet utvecklades teorierna angående Stalo som nordbo, alltså personer av kött och blod, antingen i form av skatteindrivare, jägare eller handelsmän (birkarlar).
Den norska folkloristen Marit Anne Hauan menar att Stallo inte härstammar från någon mytologisk figur utanför den samiska idévärlden, till skillnad från exempelvis troll och jättar.